# Римская история (Аммиан Марцеллин)
Римская история (лат. Res gestae) — труд, написанный на латыни Аммианом Марцеллином в конце IV века и посвященный римским делам между 96 и 378 годами.
Всего включал 31 книгу. Книги с 1 по 13 были утеряны. Сохранившаяся часть (книги XIV—XXXI) охватывает период 353—378 годов, вообще же повествование начиналось с правления императора Нервы (96 год н. э.). Аммиана Марцеллина иногда характеризуют как последнего крупного римского или вообще античного историка.
Некоторые фрагменты утраченных книг сохранились в произведении Флавио Бьондо под названием «Иллюминированная Италия».